# 136P/Mueller
La comète Mueller 3, officiellement 136P/Mueller, est une comète périodique du système solaire, découverte le 24 septembre 1990 par Jean Mueller.